# Apilocrocis albipunctalis
Apilocrocis albipunctalis là một loài bướm đêm trong họ Crambidae.